# Mindre korslöpare
Mindre korslöpare (Panagaeus bipustulatus) är en skalbaggsart som först beskrevs av Fabricius 1775.  Mindre korslöpare ingår i släktet Panagaeus, och familjen jordlöpare. Enligt den finländska rödlistan är arten sårbar i Finland. Arten är reproducerande i Sverige. Artens livsmiljö är torra gräsmarker.

## Bildgalleri

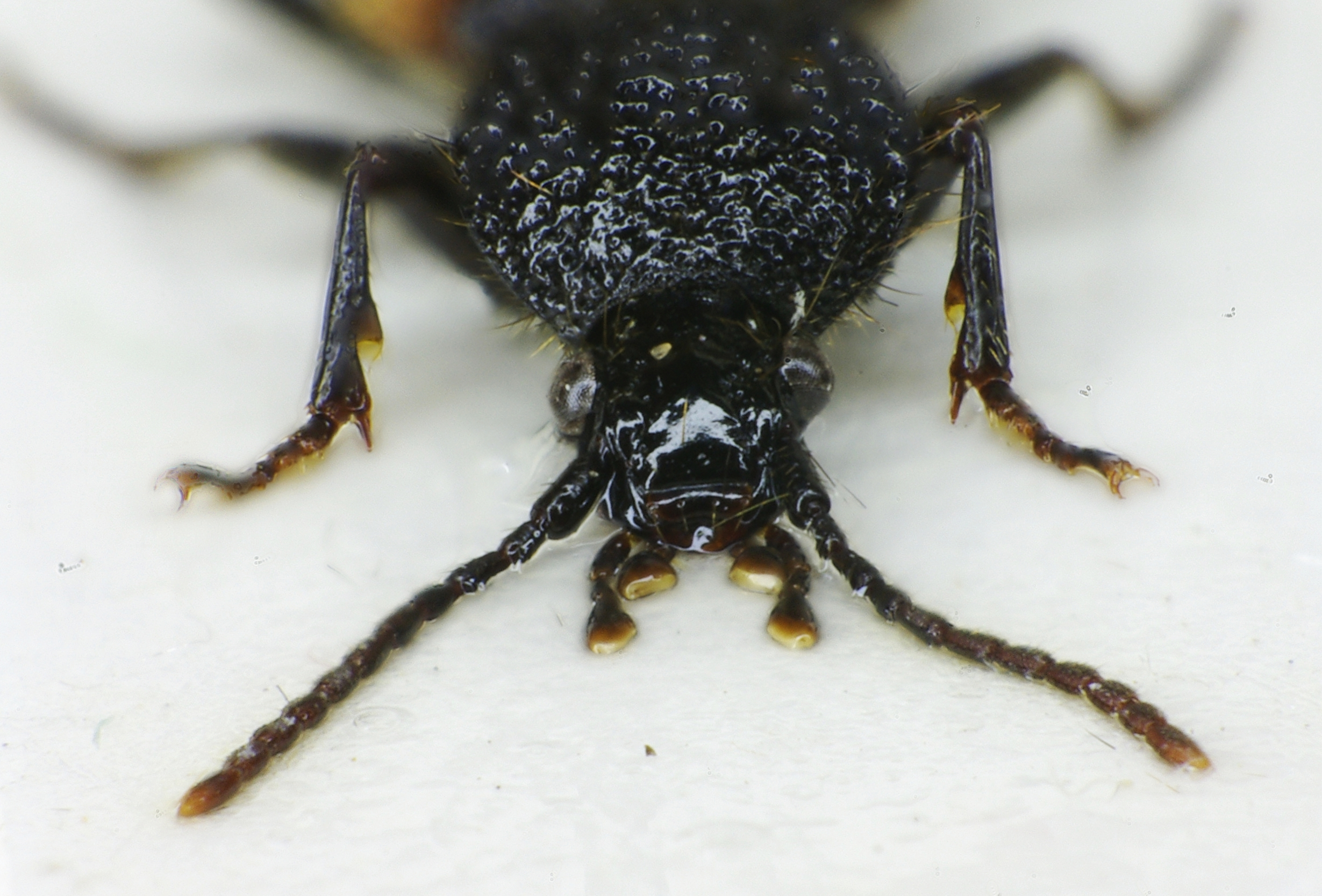
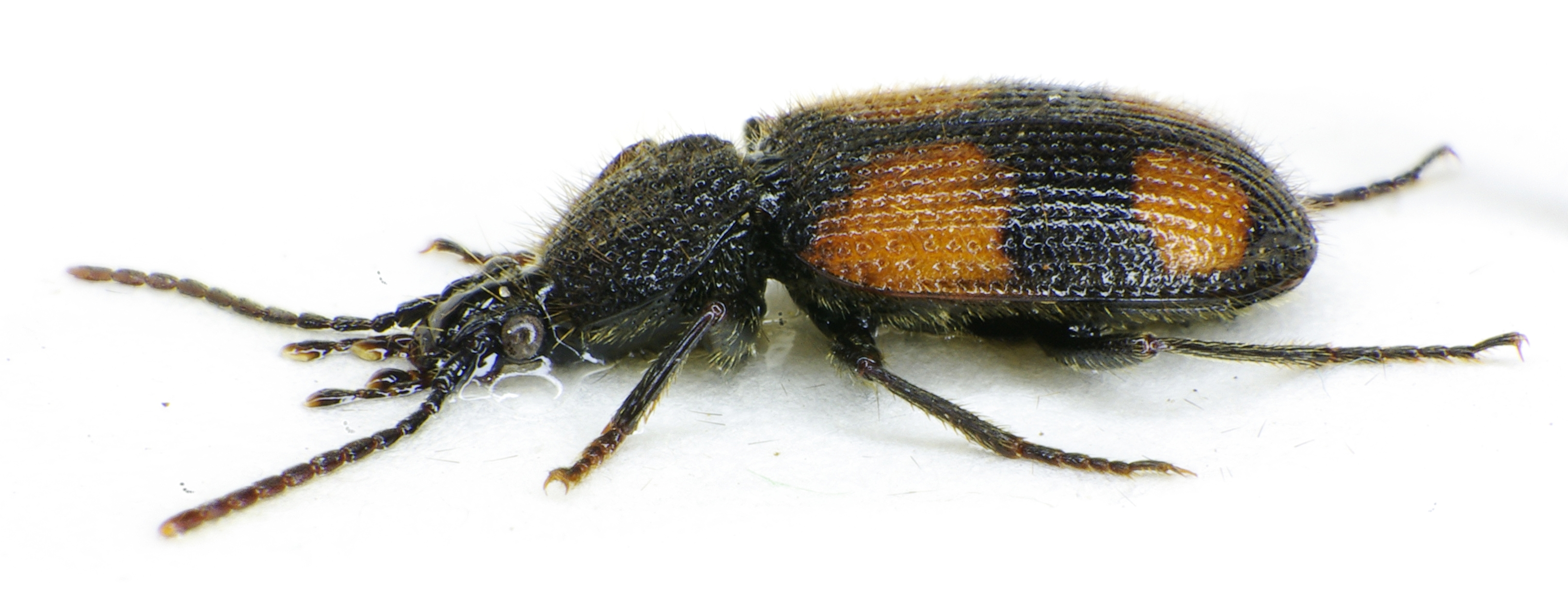
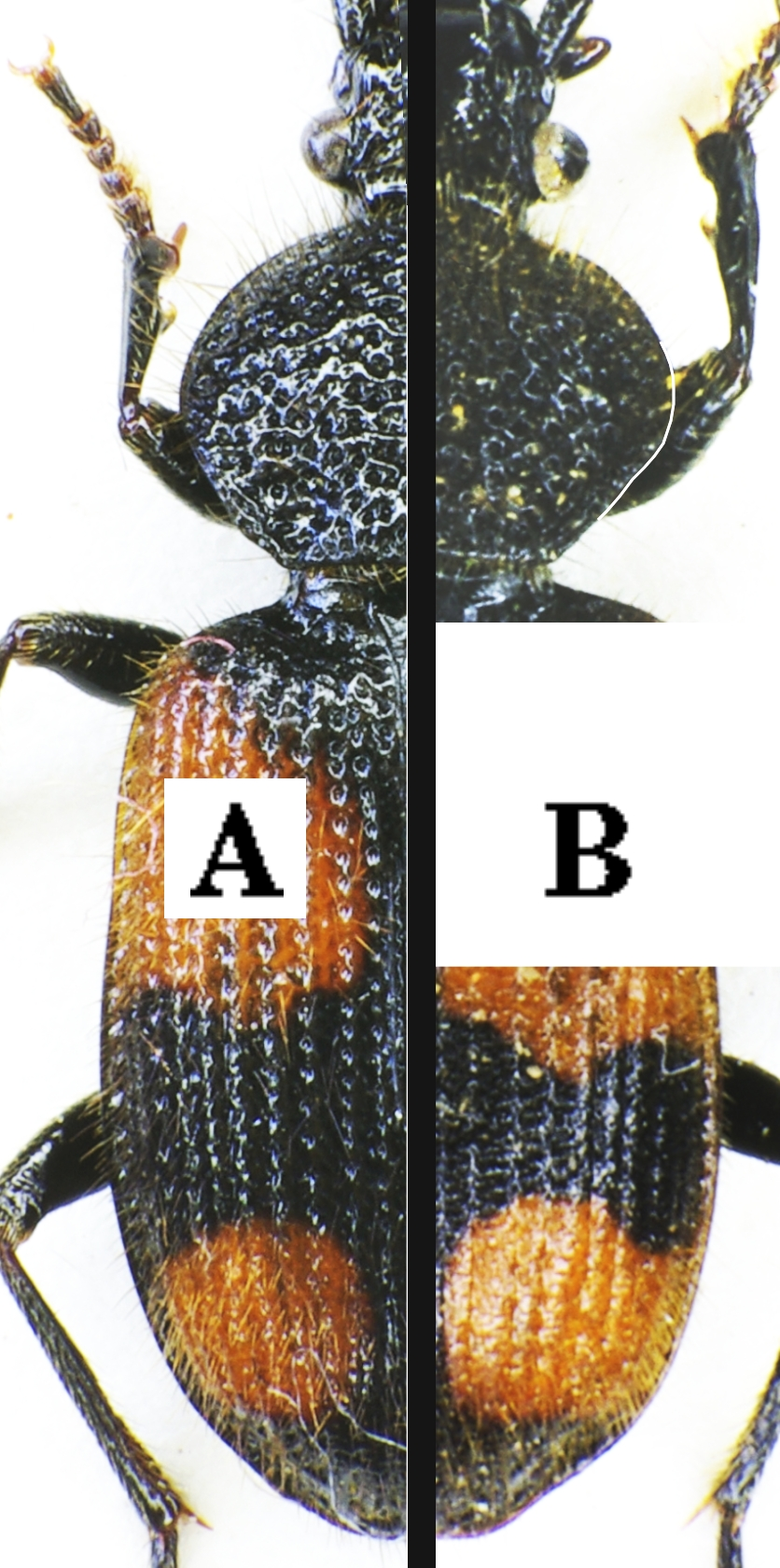
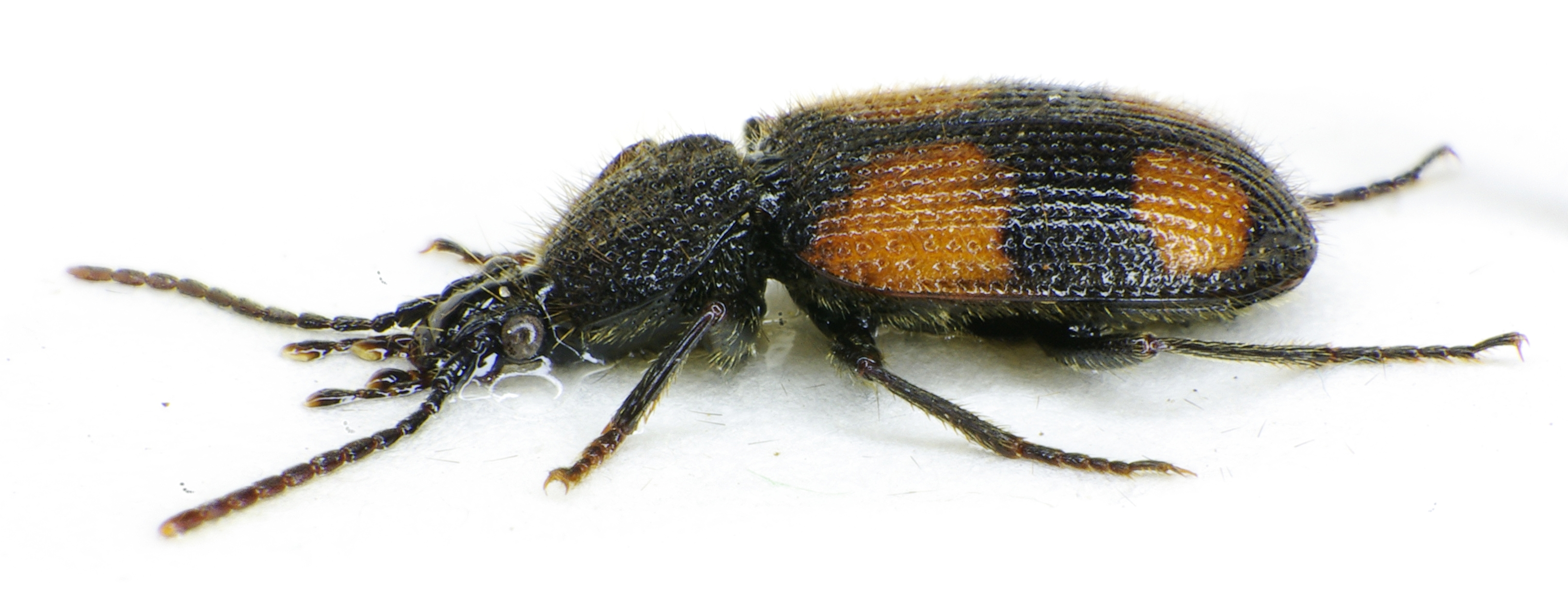
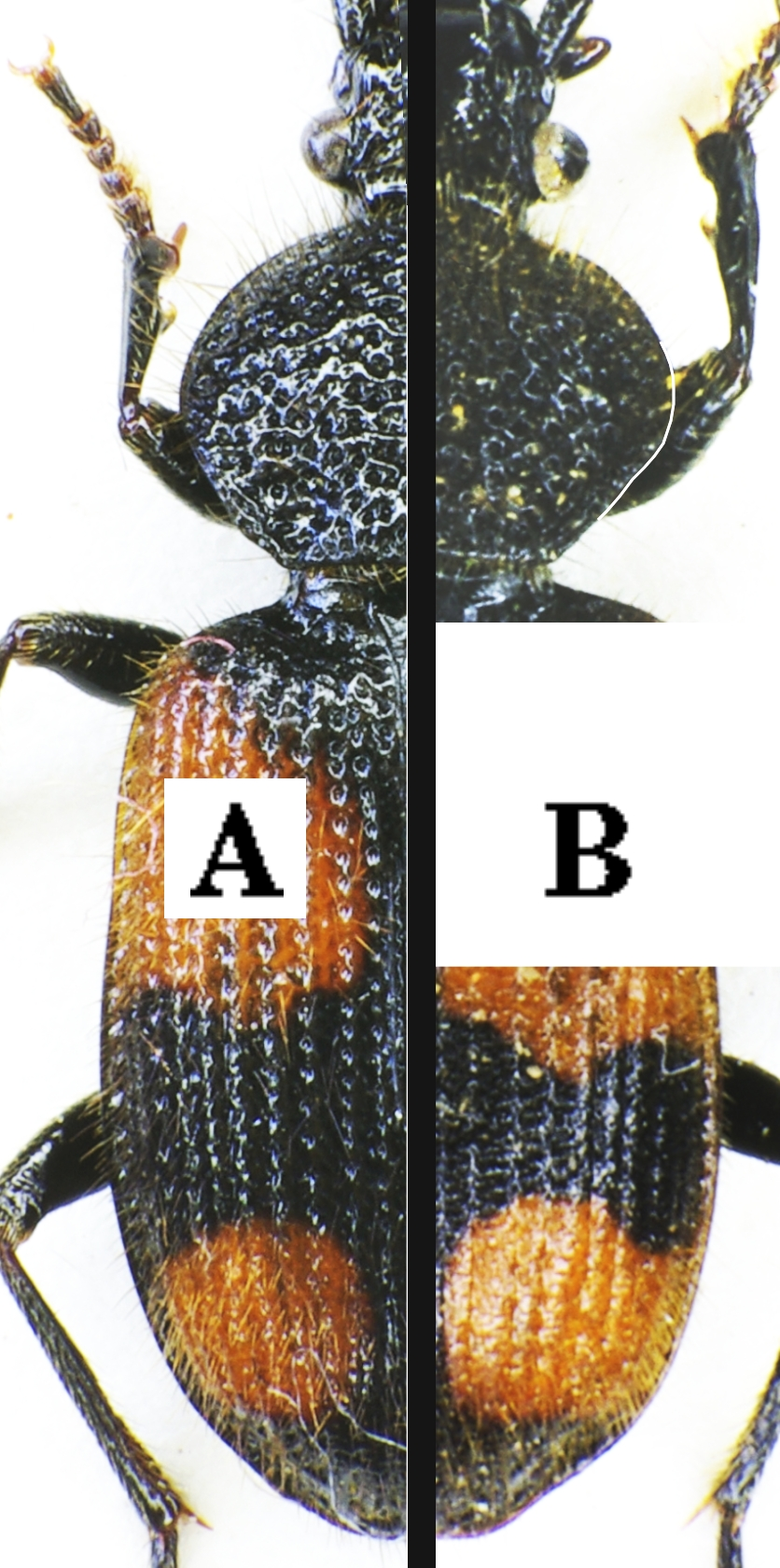
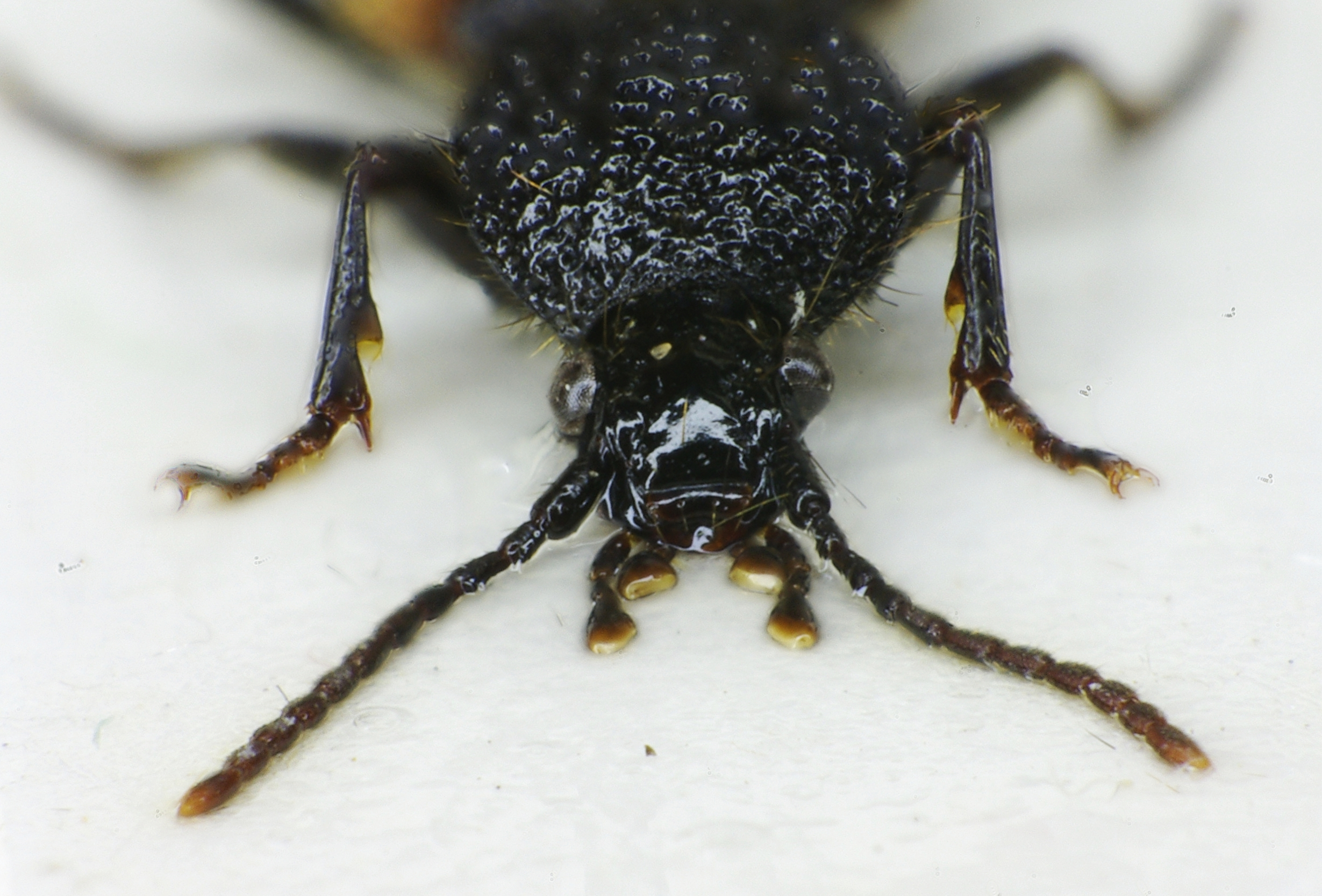